# Bohuslavice nad Vláří
Bohuslavice nad Vláří là một làng thuộc huyện Zlín, vùng Zlínský, Cộng hòa Séc.